# Альфред Фрауенфельд
Слово «Фрауенфельд» має також інші значення. Докладніше — у статті Фрауенфельд (значення).
Альфред Едуард Фрауенфельд (нім. Alfred Eduard Frauenfeld, нар.18 травня 1898, Відень, Австро-Угорщина — †10 травня 1977, Гамбург, Західна Німеччина) — нацистський партійний і державний діяч, гауляйтер Відня, генеральний комісар Таврії. 

## Життєпис
Фрауенфельд був першим з трьох синів старшого земельного судового радника у  Відні. 1916 року він склав іспит на атестат зрілості і вступив добровольцем до армії. Учасник  Першої світової війни. Служив у  Галичині і Верхній Італії (Ізонцо), наприкінці війни служив у  військово-повітряних силах Австро-Угорщини, дослужився до лейтенанта. У 1918 році одружився.
Після завершення війни отримав свідоцтво про закінчення навчання як помічник муляра. У 1920-1923 рр. навчався техніки і конструювання, з 1923 по 1929 рік — банківський службовець у «Загальноавстрійській земельній кредитній установі» (нім. Allgemeine Österreichische Bodenkreditanstalt), що містилася у Відні, член Об'єднання фронтовиків. Крім служби у банку займався написанням та публікацією коротких історій у віденських щоденних газетах.
Активний учасник нацистського руху в Австрії, входив до «Австрійської культурної спілки» (нім. Österreichischer Kulturbund) — аналога створеного в Німеччині  Альфредом Розенбергом «Бойового союзу за німецьку культуру» (нім. Kampfbund für deutsche Kultur). 15 квітня 1929 вступив в австрійське відділення НСДАП. Як делегат «Австрійської культурної спілки» брав участь у з'їзді НСДАП у Нюрнберзі 1-4 серпня 1929 р.
З 1 вересня по 31 грудня 1929 керував НСДАП у віденському районі Віден. З 1 січня 1930 року — гауляйтер Відня. На цій посаді був одним із найвпливовіших нацистів в Австрії, 24 квітня 1932 обраний членом міської ради Відня, був членом Таємної ради та земельного уряду, головою фракції НСДАП в ландтазі. У листопаді 1933 року заарештований за звинуваченням у антиавстрійській діяльності. Перебував під арештом по травень 1934, після чого за наполяганням німецької влади звільнений, покинув Австрію і переїхав у Німеччину, в якій потім був партійним промовцем НСДАП (нім. Parteiredner).
З 1 червня 1935 до початку  Другої світової війни керував справами та був радником президії Імперської палати театру (нім. Reichstheaterkammer), членом Імперського сенату культури (нім. Reichskulturkammer). У 1936 році обраний депутатом  Райхстагу від  Східного Дюссельдорфа. Навесні 1938 повторно обраний у Райхстаг за «Списком фюрера» .
1938 року його було переведено у  Імперське міністерство закордонних справ і в жовтні в ранзі генерального консула призначено представником МЗС у Верховному головнокомандуванні вермахту. У квітні 1940 року направлено в  Норвегію, у червні - в Копенгаген. Учасник Французької кампанії (представник МЗС при штабі 16-ї армії). На початку 1941 був представником МЗС при штабі 10-ї армії, що діяла на  Балканах.
Після початку  війни з СРСР був прикомандирований до  Імперського міністерства окупованих східних територій для заміщення керівних посад. З 1 вересня 1942 року — генеральний комісар генеральної округи Крим (підокруга Таврія) (зі штаб-квартирою у  Мелітополі). У тому самому 1942 році виступив з меморандумом про доцільність переселення  південнотірольських  німців у Крим. 10 липня 1942 райхсфюрер СС Генріх Гіммлер написав Фрауенфельду лист, в якому дякував йому за меморандум і повідомляв, що говорив про цю ідею з Гітлером. За словами Гіммлера, ні Гітлер, ні він сам не мають нічого проти переселення південнотірольських німців у Крим, але цей план можна втілити в життя тільки після війни. Сам Крим разом із Таврією (області Дніпрово-Молочанського межиріччя у межах сучасних Запорізької та Херсонської областей) і деякими іншими районами південної України надалі за  Генеральним планом «Ост» повинен був скласти «Готенгау» — область, передбачену для німецької колонізації і безпосередньої передачі до складу Райху.
Проте всім цим планам не судилося справдитися. Після того як у квітні-травні 1944 року Крим захопили радянські війська, Фрауенфельд повернувся у Відень і потім до кінця війни був командиром  роти пропаганди Вермахту.
У травні 1945 року Фрауенфельда заарештували американські війська, він перебував у таборі для інтернованих у  Дахау, у 1947 році засуджений до 15 років тюремного ув'язнення, в 1948 році звільнений. У 1948—1949 рр. працював у Герфорді, а з 1949 року — в Гамбурзі, був підприємцем, керівником будівельної організації в Гамбурзі.
За даними таємної поліції, Фрауенфельд був членом «Братства» (нім. Bruderschaft), заснованого 22 липня 1949 в Гамбурзі таємного союзу нацистів,.
На початку 50-х років входив до змовницької нацистської організації «Гурток Наумана», що являла собою групу нацистських діячів епохи Третього Райху, які згуртувалися навколо колишнього статс-секретаря  Імперського міністерства народної освіти і пропаганди Вернера Наумана. У 1952-1953 рр. ця група намагалася очолити неонацистський рух у  ФРН і використовувати структури  Вільної демократичної партії Німеччини для проникнення нацистів у законодавчі та виконавчі органи влади ФРН.